# Laurent Nicolas
 (mai 2016).
Si vous disposez d'ouvrages ou d'articles de référence ou si vous connaissez des sites web de qualité traitant du thème abordé ici, merci de compléter l'article en donnant les références utiles à sa vérifiabilité et en les liant à la section « Notes et références ».
Laurent Nicolas est un réalisateur d'animation et acteur français.

## Biographie
Laurent Nicolas étudie le graphisme et l’animation à Penninghen et aux Gobelins. Il intègre l'équipe de réalisation de Passion Pictures avec laquelle il réalise de nombreux films publicitaires.
Avec son frère David Nicolas, il crée et réalise plusieurs séries d'animation dont Lascars et L'Abécédaire de François–Rémy Jeansac, diffusées sur Canal+ et réalise de nombreux clips en animation, notamment pour The Supermen Lovers et Super Furry Animals.
En 2015, Netflix lui confie la réalisation de plusieurs épisodes de la série d'animation F Is for Family.
Laurent Nicolas est également acteur. Il apparaît notamment dans les films Steak, Au Poste !, Le Daim, Yannick, Daaaaaalí ! et Le Deuxième Acte de Quentin Dupieux.

## Filmographie sélective
- Docteur Globule (1994-1998)
- Dodo, le retour (1995)
- Lascars, série d'animation (1999)
- L'Abécédaire de François–Rémy Jeansac, série d'animation (2010)
- F Is for Family, série d'animation (2015)

## Distinctions
- 2003 : meilleur vidéoclip au Festival international du film d’animation d’Annecy pour It’s Not the End of the World[4]